# Diomedella
Diomedella — рід грибів родини Lecanoraceae. Класифіковано у 1984 році.

## Класифікація
До роду Diomedella відносять 2 види:
- Diomedella demersa
- Diomedella disjungenda